# コルト・カナダ C7
コルト・カナダ C7（Colt Canada C7）は、ディマコ（後に社名をコルト・カナダに変更）によって製造されたM16A2のライセンス品である。
ただしリアサイトの変更、三点バースト機構を連射機構に変更するといった改修がなされた。

## C7
カナダ、オランダが採用。以前はデンマークでも使用されていたがカービンモデルであるC8に置き換えられた。照準器としてカナダはELCAN社製C79を、オランダはAimpoint社製COMP M4を装着する。銃身長は20インチ。

## C8
デンマーク、カナダ、オランダが採用。C7同様のアッパー・レシーバーのピカティニーレールと伸縮式ストックは全ての採用モデルで共通する。グレネードランチャーとしてAG36を装着するオランダ以外では、M203を装着する。照準器としてデンマークはELCAN社製C79を、オランダはAimpoint社製COMP M4を、カナダはホログラフィックサイトを装着する。銃身長はデンマーク向けは40cm、カナダ向けは15.7インチであり、カナダ向けはヘビーバレル仕様である。

## C7CT
C7CTは、C7を改良したマークスマン用のセミオートスナイパーライフルである。
射撃時の安定性を上げるため、銃身の材質を軽いアルミ合金製から重量がある単一素材の金属製銃身に変更した。また、バイポットを取り付けられるようにハンドガードの位置を下方向に移動している。

## C8 SF W
C8 SFWは、C8のカービンモデルである。銃身長は基本的なカービンサイズとCQBサイズが用意されている。
イギリス軍ではL119という名称で特殊部隊や第43コマンドなどで使用されており、核兵器の警護部隊に本銃を配備する計画がある。
派生型としてはC8CQB（11.5インチ銃身モデル）、マークスマン・ライフルに改良されたC8CTがある。

## LSW
LSWは、C7をベースに作られたLSW(Light Support Weapon、軽支援火器）である。
動作方式をM16系列で使用されるクローズドボルト方式から軽機関銃などの分隊支援火器に採用されるオープンボルト方式に変更。また、ハンドガードが角が丸い四角形となり、下面に固定グリップが追加されたものになっている。カナダ陸軍での採用はなかったものの、デンマーク陸軍とオランダ海兵隊に採用されている。

## 採用国
- アフガニスタン
- カナダ - C7A2の後継ライフルと類似するライフルとしてC8A4が挙げられている[1]。
- デンマーク
- オランダ - KCT（オランダ陸軍コマンドー部隊）とMARSOF（オランダ海兵隊特殊部隊）はHK416を使用しており[2]、C7/C8を置き換えるライフルの調達が計画されている[3]。
- ノルウェー
- スウェーデン
- イギリス

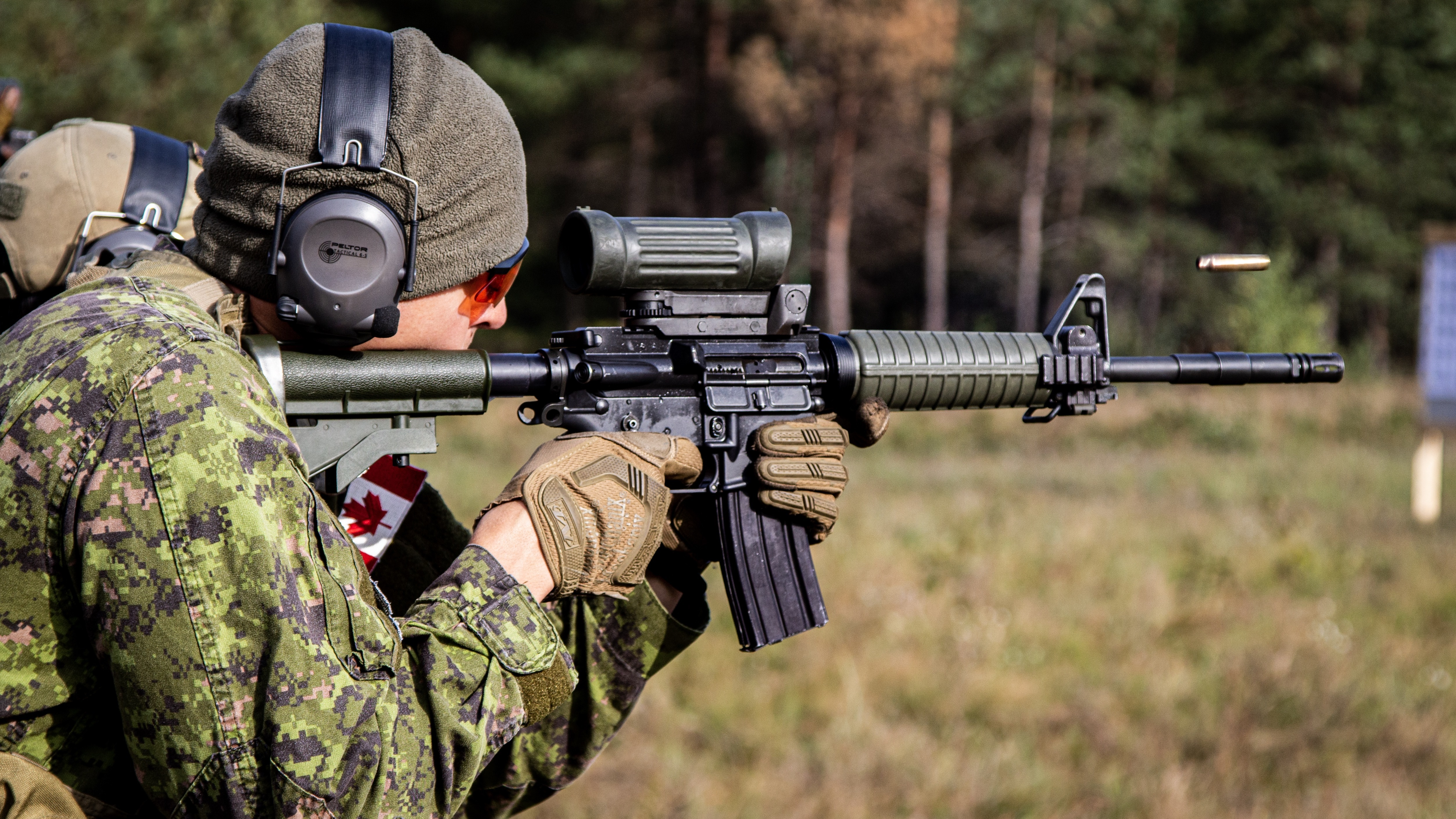
C8A3を構えるカナダ陸軍兵士（C79を装着している）
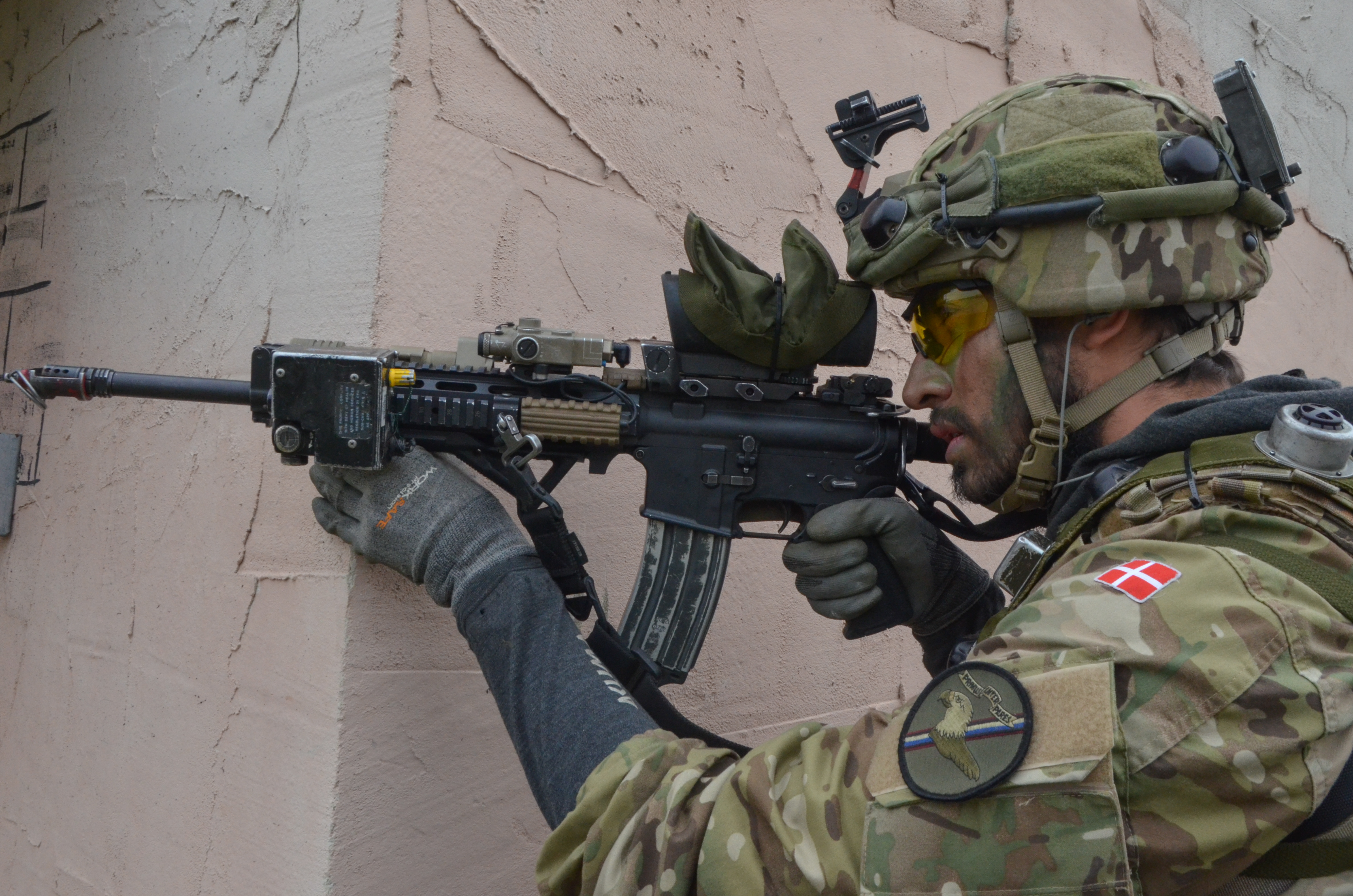
Gevær M/10を構えるデンマーク陸軍兵士。
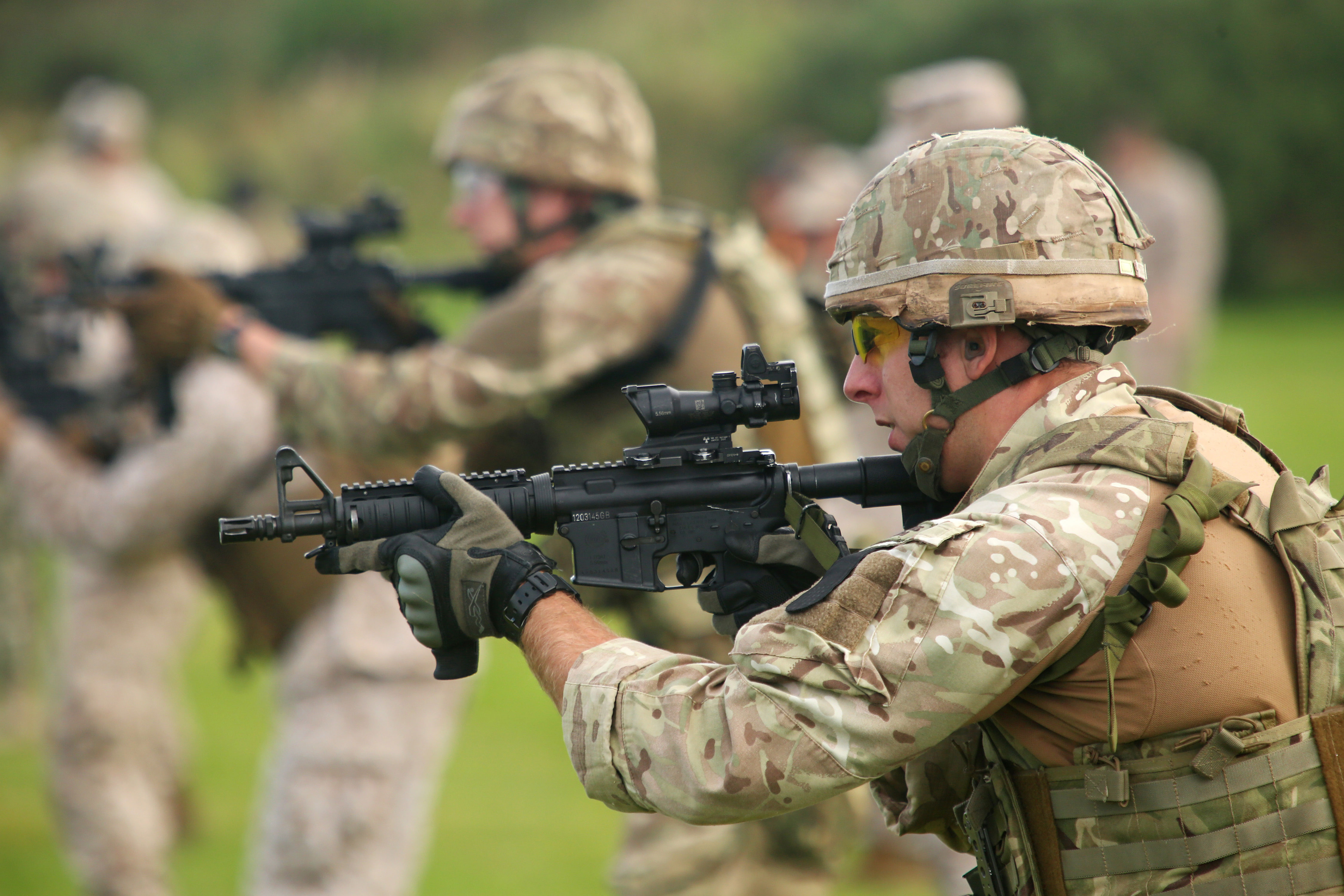
L119A1を構える第43コマンド艦隊防衛グループの兵士。
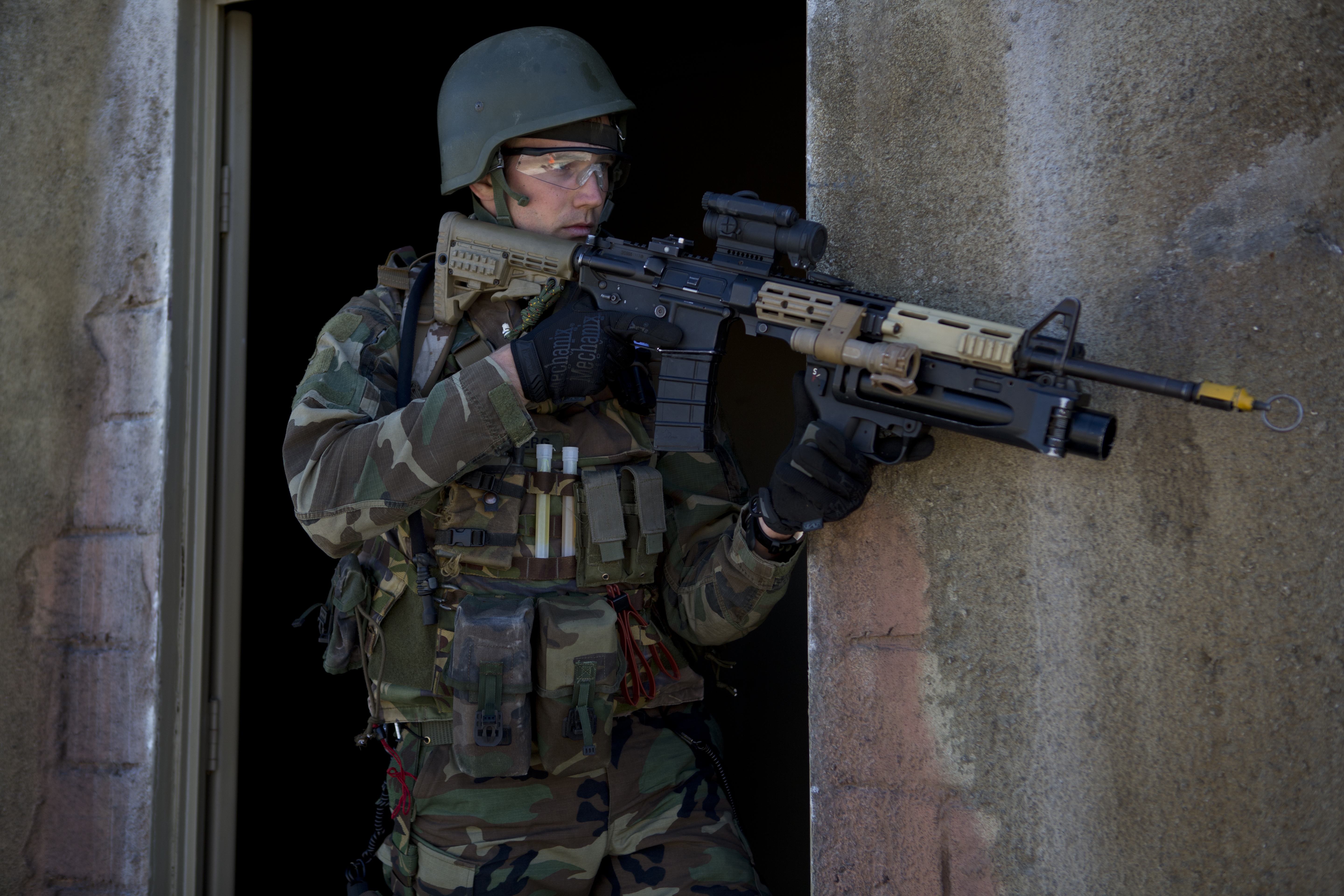
C7NLDを構えるオランダ陸軍兵士（H&K AG36を装着している）

## 登場作品

### ゲーム
『レインボーシックス シージ』
JACKALのメインウェポンとしてC7 NLDが登場。ゲーム内ではマグプル社のPRSストックとレンジャープレートが追加されている。
また、BUCKのメインウェポンとしてC8 SFW(厳密にはその派生型であるC8 CQB)も登場。